# The Ark in Space
The Ark in Space (El arca espacial) es el segundo serial de la 12.ª temporada de la serie británica de ciencia ficción Doctor Who, emitido originalmente en cuatro episodios semanales del 25 de enero al 15 de febrero de 1975.

## Argumento
La TARDIS se materializa en una antigua estación espacial. Sarah se desploma por la falta de oxígeno. Mientras Harry y el Doctor exploran, Sarah es teletransportada y puesta en suspensión criogénica por el ordenador de la estación. Harry y el Doctor se dan cuenta de que la estación es algún tipo de arca. Al descubrir a Sarah, Harry busca algún equipo de resucitación, pero en su lugar descubre un insecto alienígena momificado.
Una mujer, Vira, revive de la animación suspendida, y revive a Sarah y al líder del arca, Lazar, apodado "Noé". El Doctor le dice a Vira que los habitantes del arca (realmente se llama Estación Espacial Nerva), se han quedado dormidos durante varios milenios por culpa de un insecto visitante que saboteó los sistemas de control. "Noé" y los visitantes se encuentran, y "Noé" les acusa de asesinar a un miembro de la tripulación desaparecido.
"Noé" va a investigar a la sala de energía, y es infectado por una criatura alienígena. El Doctor se da cuenta de que el insecto alienígena puso huevos dentro del tripulante desaparecido, que se convirtió en un alienígena dentro del arca. "Noé" mata a otro tripulante, pero se recupera lo suficiente como para ordenar a Vira que reviva al resto de la tripulación y que evacúen, pero el Doctor se da cuenta de que los capullos de los alienígenas madurarán demasiado rápido como para que les dé tiempo. Les proponen que destruyan a los Wirrn mientras están dormidos en su estado de capullo.
Al diseccionar el cadáver Wirrn descubren que son vulnerables a la electricidad. Mientras el Doctor intenta reactivar la estación de energía, "Noé", ya completamente transformado, le ataca. "Noé" le revela que los Wirrn fueron expulsados de su hogar por colonos humanos y ahora pretenden absorber todo el conocimiento humano.
Para electrificar la cámara criogénica y derrotar a los Wirrn, Sarah se arrastra por los conductos de ventilación para alcanzar al Doctor y tiene éxito. "Noé" les ofrece la posibilidad de abandonar el arca si les dejan la tripulación dormida a los Wirrn, pero ellos lo rechazan.
"Noé" lidera todo el enjambre en un asalto a la nave de transporte. Vira y el resto de la tripulación escapan de la nave de transporte después de configurar el piloto automático. El transporte despega llevando a todo el enjambre lejos de la estación. El Doctor se pregunta si este era el plan de Noah desde el principio, para salvar el Arca, y que aún le quedaba una chispa de humanidad. Noah le transmite un último adiós a Vira antes de que el transporte estalle con todo el enjambre de Wirrn a bordo.
En la secuencia de cierre, el grupo TARDIS transmata a la Tierra para reparar la terminal receptora y permitir que los colonos del Arca repoblen la Tierra.

### Continuidad
- Este serial forma parte de una serie de aventuras continuas de la tripulación de la TARDIS que comenzó con el final de Robot y que se extendió hasta Terror of the Zygons.

## Producción
| Episodio          | Fecha de emisión      | Duración | Espectadores en millones | Estado en el archivo  |
| ----------------- | --------------------- | -------- | ------------------------ | --------------------- |
| Episodio 1        | 25 de enero de 1975   | 24:58    | 9,4                      | Cinta original en PAL |
| Episodio 2        | 1 de febrero de 1975  | 24:49    | 13,6                     | Cinta original en PAL |
| Episodio 3        | 8 de febrero de 1975  | 24:05    | 11,2                     | Cinta original en PAL |
| Episodio 4        | 15 de febrero de 1975 | 24:37    | 10,2                     | Cinta original en PAL |
| [ 1 ] [ 2 ] [ 3 ] |                       |          |                          |                       |

El guion, escrito por Robert Holmes, es de una historia de John Lucarotti que se reescribió porque no se consideró usable. Holmes la reescribió como un serial de cuatro partes y como entrada para el serial de dos partes The Sontaran Experiment. Lucarotti no recibió ninguna acreditación en pantalla. El productor Philip Hinchcliffe pensó que para expandir la audiencia potencial del programa, era necesario aumentar su atractivo para los adultos, y Ark in Space lo hizo utilizando el terror, particularmente la inexorable transformación de Noé en una criatura alienígena. Una escena con un Noé medio transformado que le ruega a Vira que le mate fue considerada demasiado fuerte para los niños y se tuvo que cortar. Los decorados de la historia se reutilizaron en Revenge of the Cybermen, ambientada en la Estación Espacial Nerva en un tiempo anterior.
La secuencia de los títulos para la primera parte se tiñó de verde como experimento, pero no se siguió haciendo en los episodios siguiente, y la secuencia de títulos permanecería ya constante durante los siguientes seis años.

## Emisión y recepción
El segundo episodio del serial llegó al número cinco de los programas más vistos de la semana en todos los canales. Fue la posición más alta conseguida por un solo episodio de Doctor Who hasta que El viaje de los condenados en 2007 se colocó en segunda posición en su semana y en todo su año. El episodio más alto en términos de espectadores es la cuarta parte de City of Death.
En un evento en directo sobre Doctor Who organizado por la Academia Británica de las Artes Cinematográficas y Televisivas el 29 de noviembre de 2008, Russell T Davies, entonces productor de la serie, dijo que The Ark in Space era su historia favorita de la etapa clásica de Doctor Who, y lo mismo dijo su sucesor Steven Moffat.

## Lanzamientos en VHS, Laserdisc y DVD
The Ark in Space se publicó por primera vez en VHS en 1989 en formato ómnibus. Se republicaría en su formato episódico original en 1994. La versión en Laserdisc se publicó en 1996, y el DVD en 2002. Se publicaría en iTunes en 2008. Hay anunciada una edición especial en DVD para el 18 de febrero de 2013.